# La Saison des hommes
Pour plus de détails, voir Fiche technique et Distribution.
La Saison des hommes  est un film franco-tunisien réalisé par Moufida Tlatli, sorti en salles en décembre 2000.
Deuxième long métrage de la réalisatrice tunisienne, le film est d'abord présenté au Festival de Cannes, dans la sélection officielle « Un certain regard ».

## Synopsis
La « saison des hommes », c'est le mois durant lequel les maris, qui vivent et travaillent à Tunis, rentrent à Djerba retrouver leurs femmes, qui les attendent en tissant des tapis. Mais Aïcha rêve de vivre avec son mari Saïd dans la capitale tunisienne. L'attente du retour des hommes est l'occasion de complicités, mais aussi de tensions et de déceptions.

## Fiche technique
- Titre : La Saison des hommes
- Réalisation, scénario original et dialogues : Moufida Tlatli
- Adaptation : Nouri Bouzid
- Photographie : Youssef Ben Youssef
- Musique : Anouar Brahem
- Genre : drame
- Dates de sortie :
  -  France : 13 mai 2000 (Festival de Cannes) / 27 décembre 2000 (sortie nationale)
  -  Canada : 13 septembre 2000 (Festival international du film de Toronto)
  -  États-Unis : octobre 2000 (Festival international du film de Chicago)
  -  Belgique : 10 janvier 2001

## Distribution
- Rabia Ben Abdallah : Aïcha ;
- Ghalia Benali : Meriem ;
- Sabeh Bouzouita : Zeineb ;
- Ezzedine Gannoun : Saïd ;
- Hend Sabri : Emna[1].

## Réception critique
Pierre Murat dans Télérama estime qu'« après Les Silences du palais, Moufida Tlatli peint à nouveau l'implacable et doucereux asservissement des femmes tunisiennes » et parle d'un film « courageux, audacieux, qui ne risque pas de plaire aux autorités tunisiennes ». Selon l'Abécédaire du cinéma tunisien, le film comporte des malentendus et des clichés, et l'image présentée de la femme tunisienne est « archaïque, nettement en deçà des réalités aussi bien passées que présentes ».

## Distinctions
Le film est présenté en sélection officielle dans la section « Un certain regard » au Festival de Cannes 2000. Il reçoit le Grand prix IMA à la 5e Biennale des cinémas arabes à Paris, et le Prix d'honneur aux festivals de Stuttgart, Turin, Namur et Valence,.